# 13623 Seanwalker
13623 Seanwalker è un asteroide della fascia principale interna. Scoperto nel 1995, presenta un'orbita caratterizzata da un semiasse maggiore pari a 2,228287 UA e da un'eccentricità di 0,156014, inclinata di 6,397941° rispetto all'eclittica. Ha un diametro di 2,571 km e un'albedo di 0,321.